# Рівер Плейт (Монтевідео, 1897)
«Рі́вер Плейт» (ісп. «River Plate Football Club») — колишній уругвайський футбольний клуб з Монтевідео. Заснований 1897 року, розформований — 1925.
1932 року внаслідок злиття двох клубів «Олімпія» і «Капурро» у Монтевідео був заснований ще один футбольний клуб «Атлетіко Рівер Плейт» (ісп. Club Atlético River Plate), який навіть отримав прізвисько свого тезки-попередника ("darseneros"). Однак він вважається іншим клубом зі свою історією, хоча деякі джерела (наприклад tribunero.com) і пов'язують їх спільною історією.

## Досягнення
- Чемпіон Уругваю (4)[1]: 1908, 1910, 1913, 1914